# 圣斯蒂芬绿地
圣斯蒂芬绿地（英语：St Stephen's Green，爱尔兰语：Faiche Stiabhna）是爱尔兰都柏林市中心的的一座公园。

## 历史
公园目前的景观设计是由威廉·谢泼德设计，1880年7月27日正式向公众开放。该公园毗邻都柏林的主要购物街道之一格拉夫顿街，斯蒂芬绿地购物中心以此得名。周围的街道上有许多公共机构的办公楼，以及该市的电车总站。它经常被非正式地称为斯蒂芬绿地.其面积为22英畝（89,000平方），是都柏林主要的乔治风格广场中最大的一个公园。其他广场包括附近的梅林广场和Fitzwilliam 广场。凤凰公园是都柏林最大的公园，但不是乔治风格的广场。
该公园是长方形，四周的街道形成穿过都柏林市中心的主要交通要道, 虽然于2004年实施的交通管理工作已经大大减少交通量。这四条毗邻的街道，分别称为圣斯蒂芬绿地北、圣斯蒂芬绿地南、圣斯蒂芬绿地东和圣斯蒂芬绿地西。

## 画廊

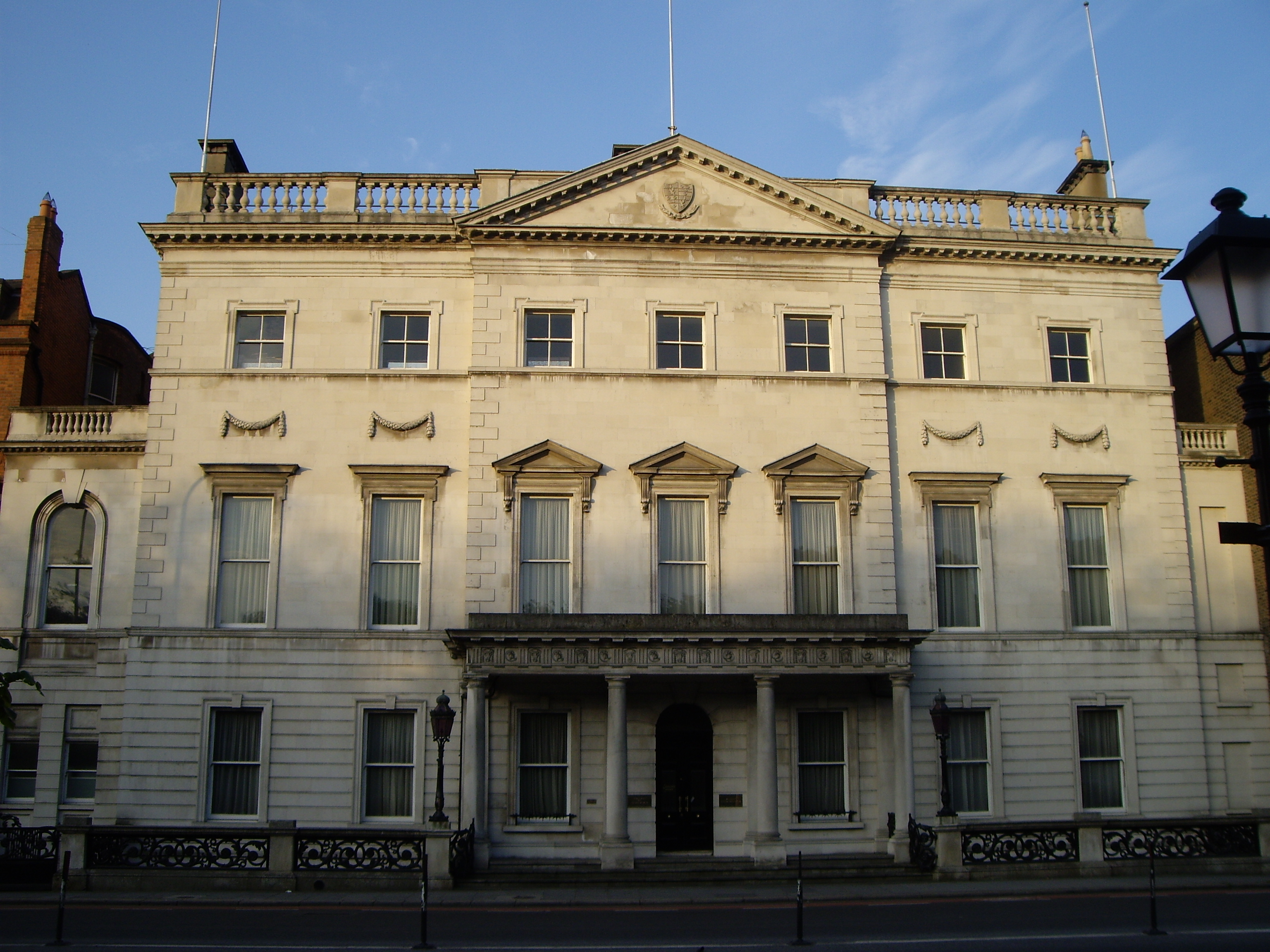
别墅
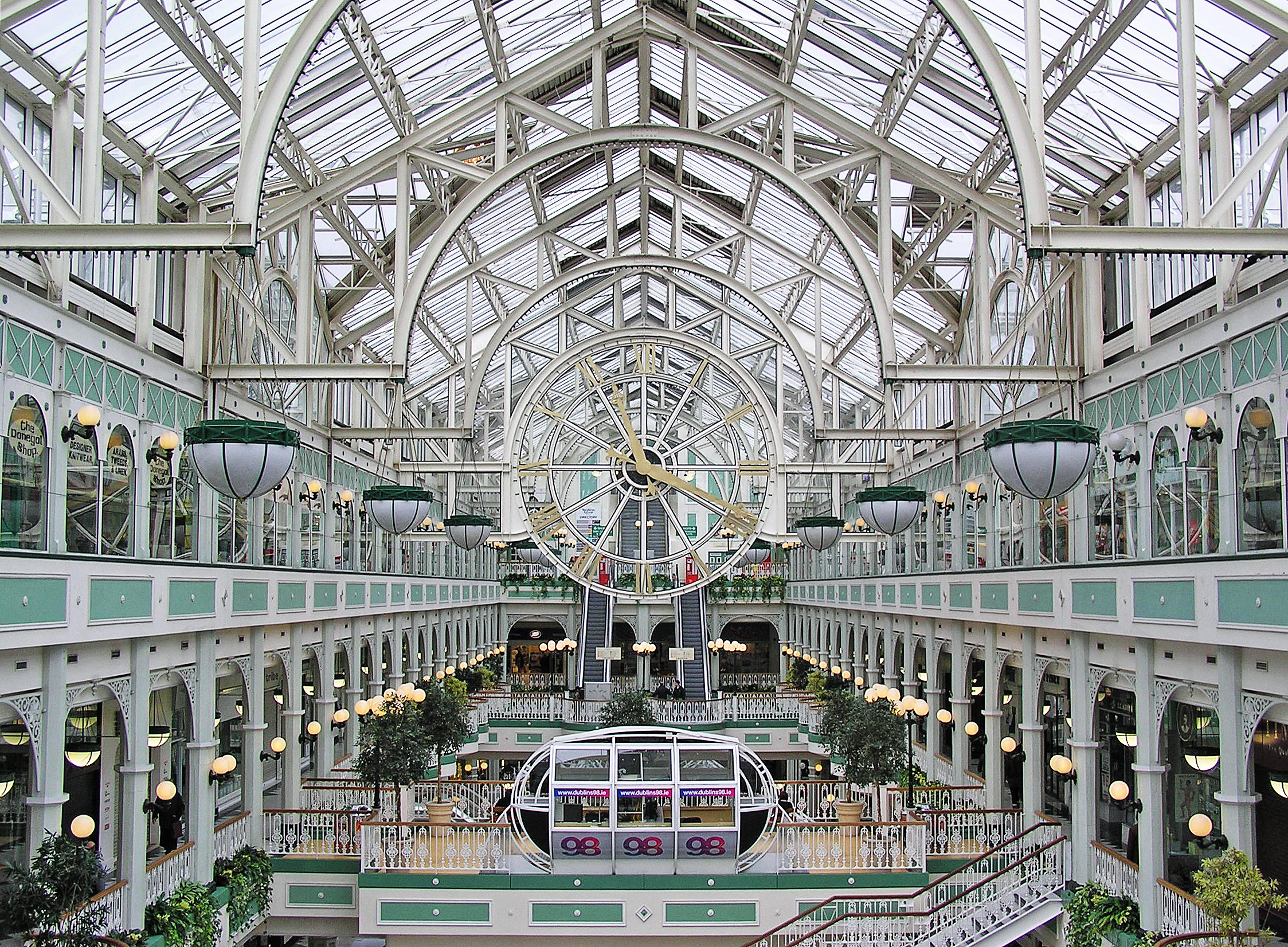
史蒂芬綠地購物中心
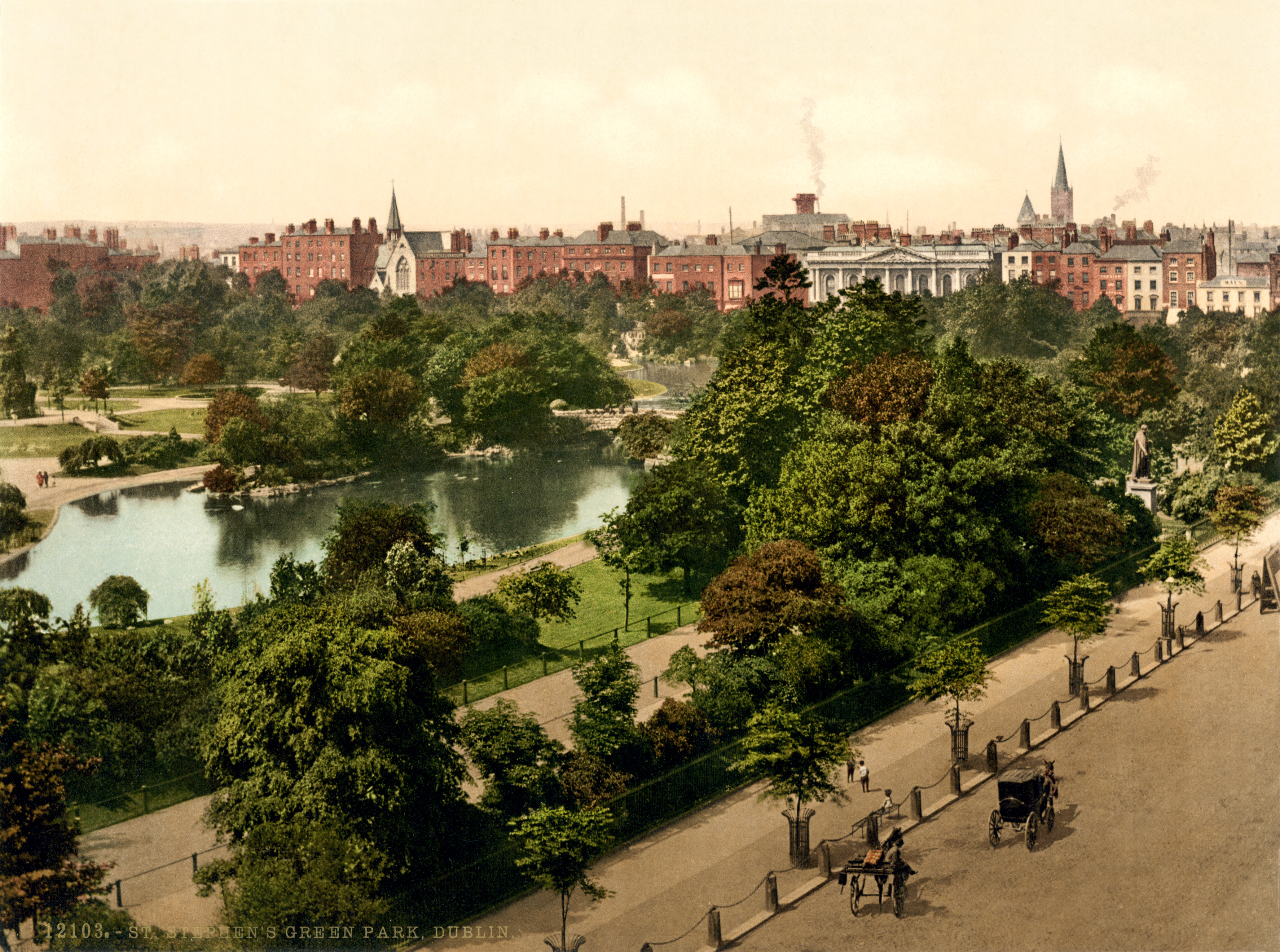
19世纪末